# کابرریت
کابرریت  (به انگلیسی: Cabrerite) با فرمول شیمیایی (NiMg)3 [AsO4]2.8H2O از مجموعه کانی هاست و از نام محل اکتشاف آن Sierra Cabreira درپرتقال گرفته شده‌است. در اسیدها محلول است. برای اولین بار در یونان کشف شد و از نظر شکل بلور: منشوری - آسیکولار، رنگ: سبز سیبی، شفافیت: نیمه شفاف، جلا: الماسی - صدفی، رخ: کامل - مطابق با، سیستم تبلور: مونوکلینیک و در رده‌بندی آرسنیات است  و منشأ تشکیل آن ثانوی است.
همایند کانی‌شناسی (پارانژ) آن - اریتریت- ژرسدرفیت- کلوآنتیت و غیره است
، از نظر ژیزمان بلوری - اگرگاتهای پودر تقریباْ کمیاب است و بیشتر در پرتغال، یونان و اطریش یافت می‌شود.

## منبع
- پردیس کشاورزی ایران